# Formule 2 v roce 2025
Formule 2 v roce 2025 je 59. sezónou závodů kategorie Formule 2 a devátou sezónou závodní série pod hlavičkou FIA Mistrovství Formule 2. Všechny týmy a jezdci používají stejné šasi Dallara F2 2024 s motorem V6 t od společnosti Mecachrome.

## Složení týmů
| Tým                   | No. | Jezdec             | Závody |
| --------------------- | --- | ------------------ | ------ |
| Invicta Racing        | 1   | Leonardo Fornaroli | 1–     |
| Invicta Racing        | 2   | Roman Staněk       | 1–     |
| Campos Racing         | 3   | Pepe Martí         | 1–     |
| Campos Racing         | 4   | Arvid Lindblad     | 1–     |
| MP Motorsport         | 5   | Oliver Goethe      | 1–     |
| MP Motorsport         | 6   | Richard Verschoor  | 1–     |
| Hitech TGR            | 7   | Luke Browning      | 1–     |
| Hitech TGR            | 8   | Dino Beganovic     | 1–     |
| Prema Racing          | 9   | Sebastián Montoya  | 1–     |
| Prema Racing          | 10  | Gabriele Minì      | 1–     |
| DAMS Lucas Oil        | 11  | Jak Crawford       | 1–     |
| DAMS Lucas Oil        | 12  | Kush Maini         | 1–     |
| ART Grand Prix        | 14  | Victor Martins     | 1–     |
| ART Grand Prix        | 15  | Ritomo Miyata      | 1–     |
| Rodin Motorsport      | 16  | Amaury Cordeel     | 1–     |
| Rodin Motorsport      | 17  | Alex Dunne         | 1–     |
| AIX Racing            | 20  | Joshua Dürksen     | 1–     |
| AIX Racing            | 21  | Cian Shields       | 1–     |
| Trident               | 22  | Sami Meguetounif   | 1–     |
| Trident               | 23  | Max Esterson       | 1–     |
| Van Amersfoort Racing | 24  | John Bennett       | 1–     |
| Van Amersfoort Racing | 25  | Rafael Villagómez  | 1–     |

## Kalendář
| Kolo | Okruh                                    | Sprint       | Hlavní závod |
| ---- | ---------------------------------------- | ------------ | ------------ |
| 1    | Albert Park Circuit, Melbourne           | 15. březen   | 16. březen   |
| 2    | Bahrain International Circuit, Sachír    | 12. duben    | 13. duben    |
| 3    | Jeddah Corniche Circuit, Džidda          | 19. duben    | 20. duben    |
| 4    | Imola Circuit, Imola                     | 17. květen   | 18. květen   |
| 5    | Circuit de Monaco, Monako                | 24. květen   | 25. květen   |
| 6    | Circuit de Barcelona-Catalunya, Montmeló | 31. květen   | 1. červen    |
| 7    | Red Bull Ring, Spielberg                 | 28. červen   | 29. červen   |
| 8    | Silverstone Circuit, Silverstone         | 5. červenec  | 6. červenec  |
| 9    | Circuit de Spa-Francorchamps, Stavelot   | 26. červenec | 27. červenec |
| 10   | Hungaroring, Mogyoród                    | 2. srpen     | 3. srpen     |
| 11   | Monza Circuit, Monza                     | 6. září      | 7. září      |
| 12   | Baku City Circuit, Baku                  | 20. září     | 21. září     |
| 13   | Losail International Circuit, Lusail     | 29. listopad | 30. listopad |
| 14   | Yas Marina Circuit, Abú Zabí             | 6. prosinec  | 7. prosinec  |

### Změny v kalendáři
- - Poprvé v historii sezóna odstartovala na okruhu Albert Park Circuit.[1]